# Steve Zacchia
Steve Zacchia (ur. 15 sierpnia 1982 roku w Yverdon-les-Bains) – szwajcarski kierowca wyścigowy.

## Kariera
Zacchia rozpoczął karierę w wyścigach samochodowych w 2001 roku od startów we Francuskiej Formule Renault oraz w Europejskiego Pucharu Formuły Renault 2000. Nie zdobywał jednak punktów w tych seriach. W późniejszych latach Szwajcar pojawiał się także w stawce Francuskiego Pucharu Porsche Carrera, FIA GT Championship, 24-godzinnego wyścigu Le Mans, Le Mans Endurance Series, FIA GT3 European Championship, V de V Challenge Endurance Moderne, French GT Championship, Le Mans Series, Belgian GT Championship, International GT Open, Formuły Le Mans oraz Sportscar Winter Series - Proto.

## Wyniki w 24h Le Mans
| Rok  | Zespół                              | Partnerzy                            | Samochód              | Klasa | Okr. | Poz. | Klasa Pos. |
| ---- | ----------------------------------- | ------------------------------------ | --------------------- | ----- | ---- | ---- | ---------- |
| 2003 | Larbre Compétition                  | Patrice Goueslard Christophe Bouchut | Chrysler Viper GTS-R  | GTS   | 317  | 16   | 4          |
| 2008 | Speedy Racing Team Sebah Automotive | Andrea Belicchi Xavier Pompidou      | Lola B08/80-Judd      | LMP2  | 194  | NU   | NU         |
| 2011 | Hope Racing                         | Jan Lammers Casper Elgaard           | Oreca 01-Swiss HyTech | LMP1  | 115  | NU   | NU         |